# Dicranoweisia turpis
Dicranoweisia turpis är en bladmossart som beskrevs av Ryszard Ochyra 1999. Dicranoweisia turpis ingår i släktet snurrmossor, och familjen Dicranaceae. Inga underarter finns listade i Catalogue of Life.